# Bentivoglio de Bonis
Bentivoglio de Bonis (San Severino Marche, 1188 - San Severino Marche, 1232) fue un religioso italiano. Sacerdote de la Orden de los Frailes Menores, su culto como beato fue confirmado por el Papa Pío IX en 1852.

## Hagiografía
Hijo de Giraldo y Albasia, se acercó al ideal franciscano fascinado por la predicación de Paolo da Spoleto y, de camino a Asís, fue admitido entre los frailes menores por el mismo Francisco de Asís.
Ordenado sacerdote, vivió solo en el convento de Ponte del Trave junto a un leproso. Según cuenta la leyenda, habiendo recibido la orden de los superiores de ir a un convento a unos veinte kilómetros de distancia pero no queriendo dejar solo al enfermo, cargó al leproso sobre sus hombros para llevárselo: el fraile, milagrosamente, logró recorrer el camino en poco tiempo (entre la salida del sol y la aparición del sol) y sin esfuerzo.

## Veneración
El Papa Pío IX, por decreto del 20 de septiembre de 1852, confirmó el culto con el título de beato.
Su panegírico se puede leer en el martirologio romano del 25 de diciembre.